# Almendro en flor
Almendro en flor es un óleo sobre lienzo pintado en febrero de 1890 en Saint-Rémy-de-Provence por el pintor holandés Vincent van Gogh. Inspirándose en la xilografía japonesa, el tema de ramas en flor contra un cielo azul era uno de los preferidos de Van Gogh.
El cuadro fue un regalo para su hermano Theo y su esposa, Jo, tras serle informado del nacimiento del hijo de estos, Vincent Willem, nombrado en honor al pintor.